# Lijst van rijksmonumenten in Lisse
De plaats Lisse telt 35 inschrijvingen in het rijksmonumentenregister. Hieronder een overzicht. 
| Object                                                                                                 | Oorspronkelijke functie?  | Bouwjaar                                                                  | Architect            | Locatie                                                          | Coördinaten?                  | Nr.?   | Afbeelding                    |
| --- | ------------------------- | ------------------------------------------------------------------------- | -------------------- | ---------------------------------------------------------------- | ----------------------------- | ------ | ----------------------------- |
| Nederlands Hervormde Kerk                                                                              | Kerk en kerkonderdeel     | 15e eeuw                                                                  |                      | Heereweg 250                                                     | 52° 15' 31" NB, 4° 33' 10" OL | 25894  | Meer afbeeldingen             |
| 't Huys Dever                                                                                          | Fort, vesting en -onderdl | 14e eeuw                                                                  |                      | Heereweg 349A                                                    | 52° 14' 56" NB, 4° 32' 51" OL | 25895  | Meer afbeeldingen             |
| Boerderij                                                                                              | Boerderij                 | 17e eeuw                                                                  |                      | Heereweg 443                                                     | 52° 14' 9" NB, 4° 32' 18" OL  | 25896  | Meer afbeeldingen             |
| Huisje aan de oprit                                                                                    | Dienstwoning              | 17e eeuw                                                                  |                      | Heereweg 347c                                                    | 52° 14' 56" NB, 4° 32' 46" OL | 25897  | Huisje aan de oprit           |
| Lageveensemolen                                                                                        | Industrie- en poldermolen | 1890, vervangt molen die in 1657 afbrandde                                |                      | Aan de oostzijde van de Trekvaart en de spoorlijn Leiden-Haarlem | 52° 15' 52" NB, 4° 31' 31" OL | 25903  | Meer afbeeldingen             |
| Boerderij Middelburg                                                                                   | Boerderij                 | 1852                                                                      |                      | Loosterweg Noord 6                                               | 52° 16' 34" NB, 4° 32' 53" OL | 25904  | Meer afbeeldingen             |
| Boerderij Langeveld, stolpboerderij                                                                    | Boerderij                 | 1642, huidige stolpboerderij 1818 (eerste steen: C. Langeveld 04-04-1818) |                      | 't Lange Rack 2                                                  | 52° 14' 43" NB, 4° 33' 8" OL  | 25905  | Meer afbeeldingen             |
| Lisserpoelmolen (of Grote Poelmolen)                                                                   | Industrie- en poldermolen | 1676                                                                      |                      | Rooversbroekdijk 100                                             | 52° 13' 49" NB, 4° 33' 9" OL  | 25907  | Meer afbeeldingen             |
| Kasteel Keukenhof: hoofdgebouw                                                                         | Kasteel, buitenplaats     | 17e eeuw (oorsprong) 1861/62 (verbouwd tot kasteel)                       | Elie Saraber         | Keukenhof 1                                                      | 52° 16' 4" NB, 4° 32' 25" OL  | 511406 | Meer afbeeldingen             |
| Kasteel Keukenhof: historische tuin- en parkaanleg van de Keukenhof                                    | Tuin, park en plantsoen   | 18e eeuw                                                                  |                      | Keukenhof bij 1                                                  | 52° 16' 4" NB, 4° 32' 25" OL  | 511408 | Meer afbeeldingen             |
| Kasteel Keukenhof: twee siervazen                                                                      | Tuin, park en plantsoen   | 1910                                                                      |                      | Keukenhof bij 1                                                  | 52° 16' 3" NB, 4° 32' 36" OL  | 511409 | Meer afbeeldingen             |
| Kasteel Keukenhof: boerderij met bakhuisje                                                             | Bijgebouwen kastelen enz. | 1643                                                                      |                      | Keukenhof 5                                                      | 52° 16' 1" NB, 4° 32' 22" OL  | 511410 | Meer afbeeldingen             |
| Kasteel Keukenhof: koetshuis                                                                           | Bijgebouwen kastelen enz. | 1857                                                                      |                      | Keukenhof 2,3,4,6,8                                              | 52° 16' 3" NB, 4° 32' 19" OL  | 511411 | Meer afbeeldingen             |
| Kasteel Keukenhof: washuisje                                                                           | Bijgebouwen kastelen enz. | tweede helft 18e eeuw                                                     |                      | Keukenhof 9                                                      | 52° 16' 2" NB, 4° 32' 23" OL  | 511412 | Meer afbeeldingen             |
| Kasteel Keukenhof: speelhuis met urinoir                                                               | Bijgebouwen kastelen enz. | 1850                                                                      |                      | Keukenhof 11                                                     | 52° 16' 5" NB, 4° 32' 21" OL  | 511413 | Meer afbeeldingen             |
| Kasteel Keukenhof: moestuinmuren met koude bakken                                                      | Tuin, park en plantsoen   | voor 24 oktober 1746                                                      |                      | Keukenhof bij 1                                                  | 52° 16' 4" NB, 4° 32' 20" OL  | 511414 | Meer afbeeldingen             |
| Kasteel Keukenhof: eendenhuis follie                                                                   | Tuin, park en plantsoen   | 18e eeuw                                                                  |                      | Keukenhof bij 1                                                  | 52° 16' 4" NB, 4° 32' 16" OL  | 511415 | Meer afbeeldingen             |
| Kasteel Keukenhof: 't Hooghje                                                                          | Dienstwoning              | 1650                                                                      |                      | Stationsweg 164,166                                              | 52° 16' 4" NB, 4° 32' 38" OL  | 511416 | Meer afbeeldingen             |
| Kasteel Keukenhof: schaapskooi                                                                         | Boerderij                 | begin 20e eeuw                                                            |                      | Stationsweg 11                                                   | 52° 16' 12" NB, 4° 32' 33" OL | 511417 | Upload foto                   |
| Kasteel Keukenhof: boerderij 't Lammetje in het Groen                                                  | Boerderij                 | 1650                                                                      |                      | Stationsweg 53/55                                                | 52° 16' 25" NB, 4° 32' 16" OL | 511418 | Meer afbeeldingen             |
| Kasteel Keukenhof: sparrenhuisje                                                                       | Tuin, park en plantsoen   | 19e of begin 20e eeuw                                                     |                      | Keukenhof bij 1                                                  | 52° 16' 5" NB, 4° 32' 22" OL  | 513980 | Upload foto                   |
| Kasteel Keukenhof: toegangshek                                                                         | Tuin, park en plantsoen   |                                                                           |                      | Keukenhof bij 1                                                  | 52° 16' 8" NB, 4° 32' 32" OL  | 513981 | Meer afbeeldingen             |
| Kasteel Keukenhof: bijgebouw voormalig jagershuis                                                      | Bijgebouwen kastelen enz. | 1926                                                                      |                      | Stationsweg bij 51                                               | 52° 16' 20" NB, 4° 32' 20" OL | 513982 | Upload foto                   |
| Sint-Agathakerk                                                                                        | Kerk en kerkonderdeel     | 1902-1903                                                                 | J.H. van Groenendael | Heereweg 273                                                     | 52° 15' 25" NB, 4° 33' 11" OL | 516102 | Meer afbeeldingen             |
| Pastorie                                                                                               | Kerkelijke dienstwoning   | 1901-1902                                                                 | J.H. van Groenendael | Heereweg 275,277                                                 | 52° 15' 25" NB, 4° 33' 10" OL | 516103 | Meer afbeeldingen             |
| Sint-Agathaklooster                                                                                    | Klooster, kloosteronderdl | ca. 1900                                                                  | J.H. van Groenendael | Heereweg 258                                                     | 52° 15' 27" NB, 4° 33' 8" OL  | 516104 | Meer afbeeldingen             |
| H.H. Engelbewaarderskerk                                                                               | Kerk en kerkonderdeel     | 1930-1931                                                                 | Jan Stuyt            | Heereweg 457                                                     | 52° 14' 8" NB, 4° 32' 5" OL   | 516106 | Meer afbeeldingen             |
| Pastorie H.H. Engelbewaarders                                                                          | Kerkelijke dienstwoning   | 1930-1931                                                                 | Jan Stuyt + Sentenie | Heereweg 459                                                     | 52° 14' 8" NB, 4° 32' 4" OL   | 516107 | Pastorie H.H. Engelbewaarders |
| Bollenschuur met kantoor                                                                               | Woonhuis                  | 1922                                                                      |                      | Driehuizenpark 1                                                 | 52° 16' 4" NB, 4° 33' 31" OL  | 516108 | Bollenschuur met kantoor      |
| Bankgebouw                                                                                             | Woonhuis                  | 1938                                                                      | Gratama en Dinger    | Heereweg 124-128b / Westerdreef 1,1a                             | 52° 15' 43" NB, 4° 33' 20" OL | 516109 | Bankgebouw                    |
| Nieuw Zomerzorg                                                                                        | Woonhuis                  | 1891                                                                      |                      | Heereweg 289, Zwanendreef 2a                                     | 52° 15' 24" NB, 4° 33' 9" OL  | 516110 | Meer afbeeldingen             |
| Stationsgebouw                                                                                         | Transport                 | 1904-1905                                                                 | D.A.N. Margadant     | Stationsweg 57,59                                                | 52° 16' 35" NB, 4° 32' 11" OL | 516111 | Meer afbeeldingen             |
| Hoeve Wassergeest                                                                                      | Boerderij                 | 1600-1650                                                                 |                      | Achterweg Zuid 35,37,39                                          | 52° 14' 51" NB, 4° 32' 24" OL | 516112 | Meer afbeeldingen             |
| Keukenhofmolen                                                                                         | Industrie- en poldermolen | 1892                                                                      |                      | Stationsweg 166                                                  | 52° 16' 21" NB, 4° 32' 58" OL | 527689 | Meer afbeeldingen             |
| Historische tuin- en parkaanleg van de buitenplaats Ter Leede, voor zover gelegen in de gemeente Lisse | Tuin, park en plantsoen   | 18e eeuw                                                                  |                      | 3e Poellaan, nabij Ter Leedelaan 43 Sassenheim                   | 52° 13' 46" NB, 4° 32' 3" OL  | 528400 | Upload foto                   |

Twee voormalige rijksmonumenten in de gemeente Lisse zijn thans als gemeentelijk monument geregistreerd.
| Object     | Oorspronkelijke functie?  | Bouwjaar                                | Architect | Locatie           | Coördinaten?                  | Nr.?  | Afbeelding        |
| ---------- | ------------------------- | --------------------------------------- | --------- | ----------------- | ----------------------------- | ----- | ----------------- |
| Hekpijlers | Erfscheiding              | 18e eeuw                                |           | Achterweg Zuid 56 | 52° 15' 16" NB, 4° 32' 35" OL | 25902 | Hekpijlers        |
| Zemelmolen | Industrie- en poldermolen | 1999, vervangt de 18e-eeuwse afgebrande |           | 1e Poellaan 59    | 52° 15' 8" NB, 4° 33' 19" OL  | 25906 | Meer afbeeldingen |